# Буш, Вильгельм Генрих
Дитрих Вильгельм Генрих Буш (нем. Dietrich Wilhelm Heinrich Busch; 16 марта 1788, Марбург — 15 марта 1851, Берлин) — немецкий медик, хирург, акушер, педагог, профессор, ректор, доктор медицины.

## Биография
Родился в семье врачей. Его дед и отец были профессорами университета в Марбурге. Отец хирурга Вильгельма Буша.
С 1804 года изучал медицину в Марбургском университете. В 1808 году стал доктором медицины.
В 1806—1814 годах работал хирургом. В 1814 году Буш — военный врач Главного Штаба  гессенского армейского корпуса прусской армии, назначен адъюнкт-профессором хирургии. В 1817 году — ординарный профессор Марбургского университета.
После окончания наполеоновских войн посвятил себя акушерству, в 1820 году был назначен профессором акушерства. Был директором акушерской клиники, возглавлял акушерскую клинику до самой смерти. Участвовал в разработке практики искусственных преждевременных родов. Изобрёл несколько специальных приспособлений для этого.
В 1827 году стал проректором университета в Марбурге.
В 1829 году назначен профессором Берлинского университета. Среди его учеников Карл Креде, Бернхард Зигмунд Шульце и другие известные медики.
Декан, ректор Берлинского университета (1835/1836 и 1849/1850).

## Избранные труды
- Einrichtung der geburtshülflichen Klinik in der Akademischen Entbindungs-Anstalt zu Marburg. Dissertation, Universität Marburg 1808
- Lehrbuch der Geburtskunde. Marburg 1829
- Die theoretische und praktische Geburtskunde durch Abbildungen erläutert. Hierzu ein Atlas von 50 Steindrucktafeln in Folio. 1838
- Das Geschlechtsleben des Weibes in physiologischer, pathologischer und therapeutischer Hinsicht. 5 Bände, 1839—1844
- Atlas geburtshülflicher Abbildungen mit Bezugnahme auf das Lehrbuch der Geburtskunde. 1841
- Handbuch der Geburtskunde in alphabetischer Ordnung. 4 Bände, 1840—1843
- Учебник родоведения, 1829